# Sanqing Shan
Das Gebirge Sanqing Shan (三清山), das auch unter dem Namen Shaohua Shan 少华山 bekannt ist, ist ein berühmtes Gebirge des Daoismus.
Es liegt nördlich von Bingxi (冰溪镇) in der chinesischen Provinz Jiangxi im Grenzgebiet der beiden Kreise Yushan und Dexing der bezirksfreien Stadt Shangrao. Seine drei Hauptgipfel heißen Yujing 玉京 (1817 m), Yuxu 玉虚 und Yuhua 玉华. Das Gebirge ist als Nationalpark geschützt.
In daoistischen Werken wird es als einer der „Zweiundsiebzig glücklichen Orte“ (Qishi'er fudi 七十二福地) bezeichnet.
In der Zeit der Östlichen Jin-Dynastie (317–420) praktizierte der daoistische Gelehrte und Alchemist Ge Hong (ca. 281–341) hier Selbstkultivierung und stellte Unsterblichkeitspillen (liandan) her.
2008 hat die UNESCO den Nationalpark als Weltnaturerbe unter dem Kriterium „außergewöhnliches natürliche Phänomen und Schönheit“ unter anderem für seine Granitformationen ausgezeichnet.